# Крыжановский, Владимир Петрович
Владимир Петрович Крыжановский (укр. Володи́мир Петро́вич Крижані́вський; род. 24 января 1940, Винница, Украинская ССР, СССР) — украинский политик и дипломат. Первый Чрезвычайный и Полномочный Посол Украины в России (1992—1994), народный депутат Украины 1-го созыва. Эксперт Программы содействия Парламенту, автор и составитель пособий, изданных в рамках программы, преподаватель законотворческого процесса для участников Программы стажировки в Верховной Раде Украины. Член Президиума общества «Винничане в Киеве».

## Биография
Родился в семье служащих 24 января 1940 года в городе Винница. Окончил Киевский инженерно-строительный институт по специальности «инженер-строитель».

## Трудовая деятельность
В 1956 году он начал работать.
В 1958 году — Студент Киевского инженерно-строительного института.
В 1963 году — прораб СМУ-18, инженер, старший инженер БМТ-1 г. Киев.
В 1965 году — Руководитель бригады, инженер, главный специалист, заведующий отделом института ЦНИИ «Проектстальконструкция».
В 1984 году — заведующий отделом Института «Укр. НИИ Проектстальконструкция».

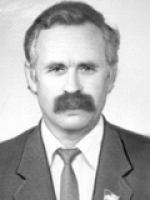
Портрет Крыжанивского как депутата Верховной Рады

В 1991 году — полномочный представитель Украины в Российской Федерации.
С 11 марта 1992 по 12 сентября 1994 года — Чрезвычайный и Полномочный Посол Украины в Российской Федерации.
В 1994 году — исполнительный директор МП «Пластик» г. Киев.
Был выдвинут кандидатом в народные депутаты трудовым коллективом «Укрнии проектстальконструкция». 18 марта 1990 года во втором туре выборов избран народным депутатом Украины, получив 48,80 % голосов.
Входил в Народный Совет, фракция «Новая Украина».
Председатель подкомиссии комиссии ВР Украины по правам человека.
В 2007—2009 годах — председатель ассоциации «Винница в Киеве».
В 2012 году — депутат Конституционного собрания. Вице-президент Ассоциации народных депутатов Украины.

## Политические взгляды
В январе 2015 года в интервью журналистам раскритиковал аннексию Крыма Россией и заявил, что из региона следует изгнать всех этнических русских. После полномасштабного нападения РФ на Украину в феврале 2022 года попытался записаться добровольцем в территориальную оборону, однако в грубой форме получил отказ.